# Noordelijk kampioenschap hockey heren 1947/48
Het Noordelijk kampioenschap hockey heren 1947/48 was de 16e editie van deze Nederlandse hockeycompetitie.

## Competitie
Nadat het aanvankelijk in de bedoeling van de KNHB had gelegen om de het vorige seizoen afgebroken competities dit seizoen voort te zetten kwam het daar uiteindelijk niet van. In de zomer van 1947 werd na uitgebreide discussies in principe besloten tot invoering van een landelijke hoofdklasse. Definitieve invoering hiervan zou volgens de plannen nog twee jaar op zich laten wachten. Alleen in het oostelijke district was er dit seizoen een enkele eerste klasse. In het westen, zuiden en noorden was de eerste klasse gesplitst. In het noorden werd de stand van de afgebroken competitie van 1946/47 gebruikt om de indeling van de te splitsen competitie op te baseren. In de eerste klasse A kwamen de nummers 1, 3, 5, 7 en 9 van het vorige seizoen terecht. In afdeling B werden de nummers 2, 4, 6, 8 en het bij keuze door het bestuur van de hockeybond gepromoveerde Daring ondergebracht. Aan het einde van de gesplitste competities speelden de nummers 1 en 2 van iedere afdeling een competitie om het noordelijk kampioenschap. De winnaar daarvan mocht, voor het eerst in de geschiedenis van het noordelijke hockey, meedoen in de strijd om het landskampioenschap. De resultaten uit de gewone competitie telden mee in zowel de kampioens- als de degradatiecompetitie
De eerste klasse A werd door LHC gewonnen. Op de laatste speeldag won het de uitwedstrijd van Groningen met 0-2. De Groningers eindigden hierdoor met 10 punten gelijk met HVA en moesten een beslissingswedstrijd spelen om de 2e plaats, die recht gaf op deelname aan de nacompetitie om het noordelijk kampioenschap. Op 4 januari 1948 versloeg Groningen HVA met 3-2. HVA moest hierdoor deelnemen aan de degradatiecompetitie. In de eerste klasse B werd Rap. kampioen. De Groninger Studenten werden hier tweede. De eerste klasse B werd niet helemaal uitgespeeld. De wedstrijd tussen de Studenten en Dash was niet meer van belang en werd niet meer gespeeld. Hoewel eind december 1947 reeds bekend was welke verenigingen in de kampioenspoule en welke in de degradatiepoule moesten spelen werd de eindstand van de eerste klasse A pas definitief op 4 april 1948 toen Daring thuis met 5-0 Dash versloeg. Verwarrenderwijs werden de kampioens- en degradatiecompetitie ook weer eerste klasse A en B genoemd. Onder de eerste klasse was één 2e klasse alsmede een 3e klasse A en B.

## Promotie en degradatie
De nummers 3 tot en met 5 van de eerste klasse afdelingen A en B speelden een volledige competitie om 2 rechtstreekse degradanten aan te wijzen. De eerste drie van deze competitie zouden ook het komende seizoen in de eerste klasse uitkomen. De nummer 4 moest degradatiewedstrijden spelen tegen de kampioen van de tweede klasse. Althans, dat was besloten in het begin van het seizoen. Uiteindelijk deden de nummers 4, 5 en 6 van de degradatiecompetitie mee in de promotie/degradatie (P/D-)competitie tegen de kampioen van de tweede klasse: GCHC. Dash won de P/D-competitie en bleef eersteklasser. De veteranen van Groningen werden kampioen van de derde klasse A en de derde klasse B werd gewonnen door HCW. In plaats van HCW deed Dash II, de nummer 2 van de 3e klasse B, mee aan de P/D-wedstrijden voor een plaats in de 2e klasse. De veteranen van Groningen mochten niet promoveren en dus deed in hun plaats MHV II mee in de strijd om een plaats in de 2e klasse. Dash II won de P/D-wedstrijden en LHC II degradeerde naar de 3e klasse.

## Eerste helft seizoen

### Eerste Klasse A
| pos | club      | gs | w | g | v | pnt | dv | dt | ds  |
| --- | --------- | -- | - | - | - | --- | -- | -- | --- |
| 1.  | LHC       | 8  | 6 | 0 | 2 | 12  | 19 | 15 | +4  |
| 2.  | Groningen | 8  | 5 | 0 | 3 | 10  | 22 | 11 | +11 |
| 3.  | HVA       | 8  | 5 | 0 | 3 | 10  | 23 | 12 | +11 |
| 4.  | GHBS      | 8  | 4 | 0 | 4 | 8   | 16 | 19 | -3  |
| 5.  | HCW       | 8  | 0 | 0 | 8 | 0   | 7  | 30 | -23 |

Beslissingswedstrijd:

### Eerste Klasse B
| pos | club                | gs | w | g | v | pnt | dv | dt | ds  |
| --- | ------------------- | -- | - | - | - | --- | -- | -- | --- |
| 1.  | Rap.                | 8  | 6 | 2 | 0 | 14  | 20 | 7  | +13 |
| 2.  | Groninger Studenten | 7  | 4 | 1 | 2 | 9   | 17 | 7  | +10 |
| 3.  | MHV                 | 8  | 3 | 1 | 4 | 7   | 12 | 12 | 0   |
| 4.  | Daring              | 8  | 3 | 0 | 5 | 4   | 12 | 19 | -7  |
| 5.  | Dash                | 7  | 1 | 0 | 6 | 2   | 7  | 23 | -16 |

## Tweede helft seizoen

### Eerste Klasse A (Kampioenscompetitie)
| pos | club                | gs | w | g | v | pnt | dv | dt | ds |
| --- | ------------------- | -- | - | - | - | --- | -- | -- | -- |
| 1.  | Groningen           | 6  | 4 | 1 | 1 | 9   | 13 | 8  | +5 |
| 2.  | LHC                 | 6  | 3 | 2 | 1 | 8   | 13 | 11 | +2 |
| 3.  | Rap.                | 6  | 1 | 2 | 3 | 4   | 9  | 12 | -3 |
| 4.  | Groninger Studenten | 6  | 0 | 3 | 3 | 3   | 9  | 13 | -4 |

### Eerste Klasse B (Degradatiecompetitie)
| pos | club   | gs | w | g | v | pnt | dv | dt | ds  |
| --- | ------ | -- | - | - | - | --- | -- | -- | --- |
| 1.  | HVA    | 10 | 9 | 0 | 1 | 18  | 38 | 20 | +18 |
| 2.  | GHBS   | 10 | 7 | 2 | 1 | 16  | 30 | 23 | +7  |
| 3.  | Daring | 9  | 5 | 0 | 4 | 10  | 23 | 19 | +4  |
| 4.  | MHV    | 10 | 3 | 2 | 5 | 8   | 20 | 23 | -3  |
| 5.  | Dash   | 10 | 2 | 1 | 7 | 5   | 13 | 32 | -19 |
| 6.  | HCW    | 9  | 0 | 2 | 7 | 2   | 19 | 26 | -7  |

1928/29 · 1929/30 · 1930/31 · 1931/32 · 1932/33 · 1933/34 · 1934/35 · 1935/36 · 1936/37 · 1937/38 · 1938/39 · 1939/40 · 1940/41 · 1941/42 · 1942/43 · 1943/44 · 1944/45 · 1945/46 · 1946/47 · 1947/48 · 1948/49 · 1949/50 · 1950/51 · 1951/52 · 1952/53 · 1953/54 · 1954/55 · 1955/56 · 1956/57 · 1957/58 · 1958/59 · 1959/60 · 1960/61 · 1961/62 · 1962/63 · 1963/64 · 1964/65 · 1965/66 · 1966/67 · 1967/68 · 1968/69 · 1969/70 · 1970/71 · 1971/72 · 1972/73